# Republic Commando
Republic Commando (titre original : Republic Commando) est une série littéraire de science-fiction placée dans l'univers étendu de Star Wars.

## Résumé
Une escouade formée après la bataille de Géonosis s'en va sur une planète afin de détruire un complexe qui met au point un virus contre l'armée clone. En chemin, l'escouade est séparée et l'un des membres tombe sur une jeune Padawan qui va l'aider dans sa mission.
Une série d'attentats perturbe Coruscant, tandis que se rencontrent l'escouade en question et l'escouade delta.

## Chronologie
1. Contact zéro (Hard Contact) - 22 av. BY
2. Triple Zéro (Triple Zero) - 21 av. BY
3. True Colors (True Colors) - 20 av. BY
4. Ordre 66 (Order 66) - 19 av. BY

## Contact zéro
Contact zéro est publié sous son titre original, Hard Contact, aux États-Unis par Del Rey Books le 26 octobre 2004,. Il est traduit en français par Rosalie Guillaume et publié par les éditions Fleuve noir le 12 janvier 2006, avec alors 384 pages,.

## Triple zéro
Triple zéro est publié sous son titre original, Triple Zero, aux États-Unis par Del Rey Books le 28 février 2006,. Il est traduit en français par Gabriel Repettati et publié par les éditions Fleuve noir le 10 août 2007, avec alors 475 pages,.

## True Colors
True Colors est publié aux États-Unis par Del Rey Books le 30 octobre 2007,. Il est traduit en français par Thierry Arson et publié par les éditions Fleuve noir le 26 juin 2008, avec alors 601 pages,.

## Ordre 66
Ordre 66 est publié sous son titre original, Order 66, aux États-Unis par Del Rey Books le 16 septembre 2008,. Il est traduit en français par Thierry Arson et publié par les éditions Fleuve noir le 24 juin 2010, avec alors 629 pages,.